# 阿里木江·吐尔逊诺维奇·托合塔洪诺夫
阿里木江·吐尔逊诺维奇·托合塔洪诺夫（俄语：Алимжан Турсунович Тохтахунов），俄罗斯商人，嫌疑犯和前运动员。他被指控在2002年冬季奥林匹克运动会中涉嫌参与有组织犯罪以及对花样滑冰裁判行贿。因其有着一副亚洲人的面孔，而获得“小台湾”（Taiwanchik）这一绰号。

## 生平
托合塔洪诺夫于1949年1月1日出生在苏联乌兹别克苏维埃社会主义共和国塔什干的一个维吾尔族家庭。早年是一名业余足球运动员，曾为塔什干棉农足球俱乐部青年队效力。在莫斯科中央陆军体育俱乐部受挫后便结束了他的运动生涯。 他曾于1972年和1985年因“寄生”而获刑。
20世纪90年代初，他离开俄罗斯定居法国巴黎。在巴黎，他很快因非法贸易和从德国走私硬件而被指控。据报道，他还与俄羅斯黑手黨，包括格鲁吉亚人塔里埃尔·奥尼安尼有联系。
2002年，美国政府指控其在2002年冬季奥林匹克运动会中贿赂花样滑冰裁判。他在意大利被捕，但意大利法院拒绝了将其引渡至美国的请求并最终释放了他。
美国对其发出了欺诈相关指控的逮捕令。2010年，他还在纪录片《守法的盗贼》中出演。他居住于俄罗斯。
2013年，托合塔洪诺夫被控运营非法赌场。
根据ABC新聞，美国联邦调查局掌握了其参与“在纽约川普大厦63A单元运营的一个复杂的、有俄罗斯背景的有组织犯罪洗钱网络”的证据。依据联邦调查局的调查，美国政府组建了超过30人的大陪审团，其中包括依然为逃犯的托合塔洪诺夫。“2013年4月起诉书发布7个月，以及国际刑警组织发出红色通缉令后，他出现在位于莫斯科的2013环球小姐会场贵宾区的唐納·川普身边附近。”